# Richard N. Speaight
Richard Neville Speaight F.R.P.S., né à Islington, Londres, le 7 septembre 1875 et mort à Barnet, Londres, le 8 mars 1938, est un photographe de la maison royale britannique, membre de la Professional photographer's association de Londres. Il fut l'un des précurseurs de l'utilisation de l'éclairage électrique en photographie.

## Éléments biographiques
Né en 1875 à Islington (Londres), il est le fils de l'imprimeur, Charles William Speaight (1833-1888) et d'Hephzibah Watts (1835-1923). Il se destine tout d'abord à une carrière d'opticien et est tout d'abord apprenti opticien en 1891. En 1893, on le retrouve apprenti photographe chez Martin & Sallnow. En 1901, il est établi à Stroud Green (Hornsey) en qualité de photographe. Le 8 avril 1905, il épouse Alice Langford Cundy à Marylebone.
En septembre 1917, il réalise un portrait du roi Albert Ier qui sera à l'origine de l'impression d'une série de timbres belges à l'effigie du roi casqué, héros de la Première Guerre mondiale,.
En 1926, il publie son autobiographie: Memoirs of a Court Photographer (Mémoires d'un photographe de la cour). En 1929, il fait un voyage aux États-Unis durant lequel il fait des conférences. En 1931, il a comme apprenti Norman Parkinson qui sera renvoyé après deux ans.
Il meurt d'une pneumonie à Barnet (Londres), le 8 mars 1938, sa nécrologie est publiée le lendemain dans le Times.

## Ouvrages
- Richard N. Speaight, Children's Portraits, 1902.
- Richard N. Speaight, Spitsbergen, 1919.
- Richard N. Speaight, Memoirs of a Court Photographer, Hurst & Blackett, 1926, 252 p.

## Reconnaissances
- Chevalier de l'ordre de Léopold[7].

## Galerie

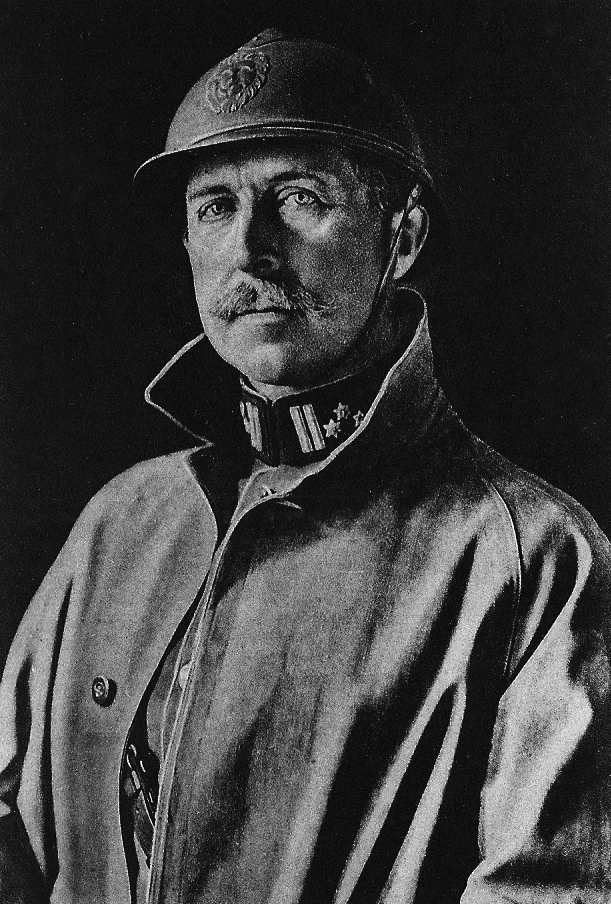
Albert Ier (1875-1934) en septembre 1917.
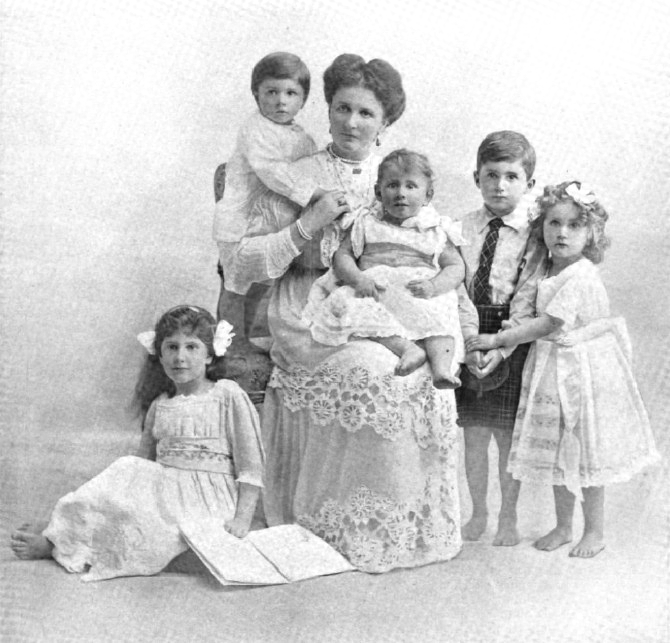
Augusta Crichton-Stuart et ses enfants.
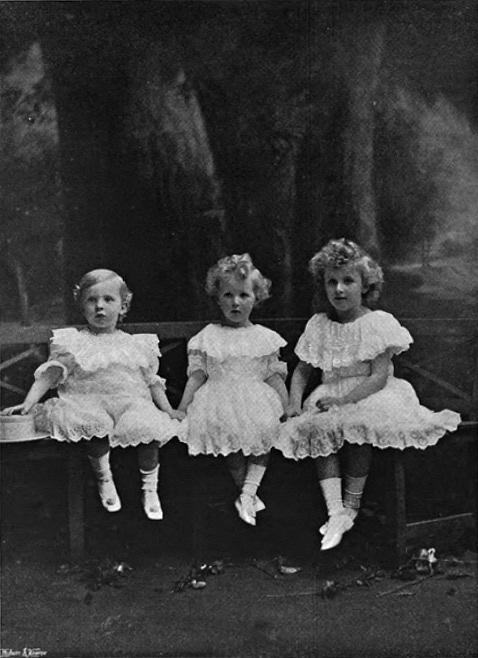
Les enfants du neuvième duc de Beaufort.
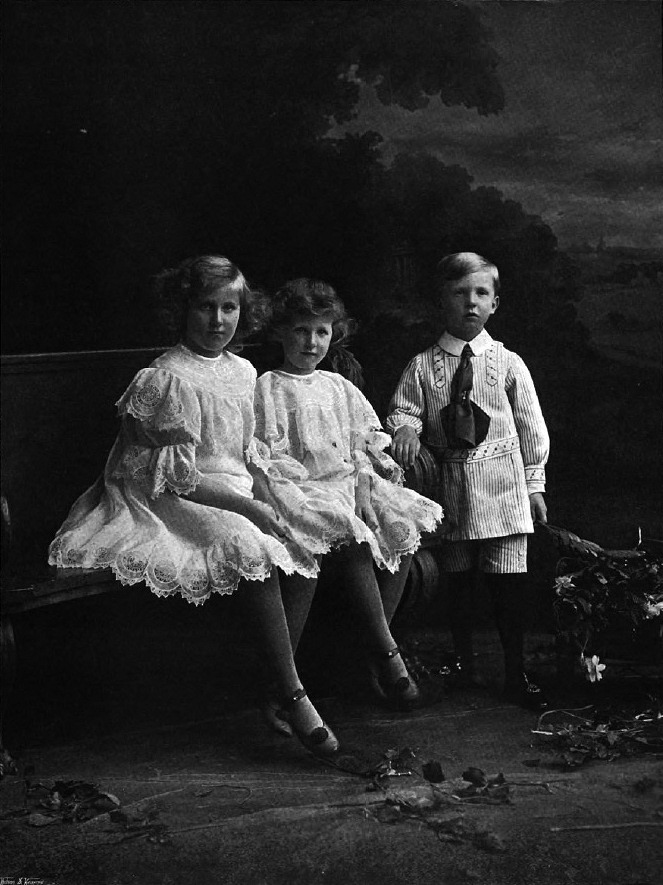
Les enfants du neuvième duc de Beaufort.
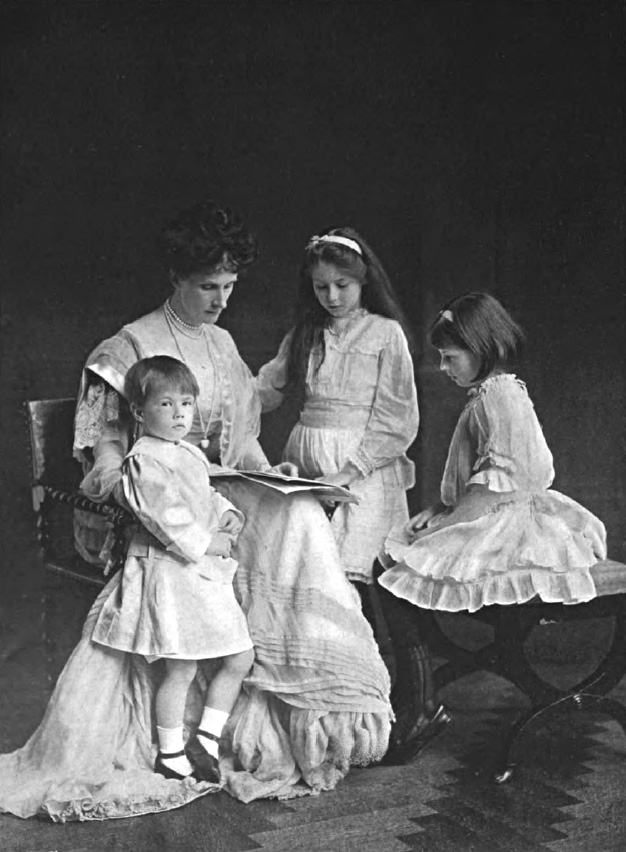
Evelyn Cavendish, duchesse du Devonshire et ses enfants.
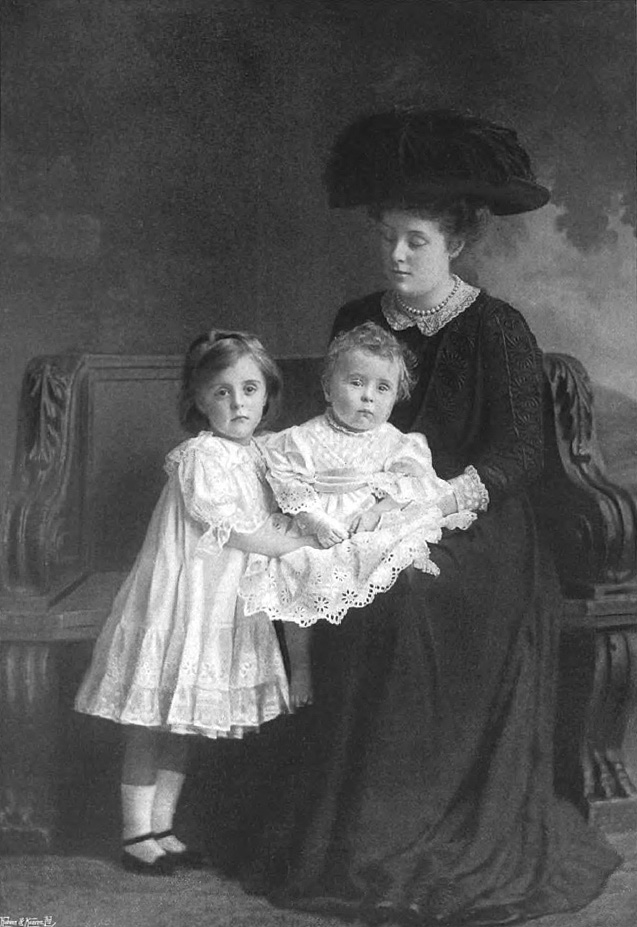
Gwendolen Fitzalan-Howard, duchesse du Norfolk et ses enfants.
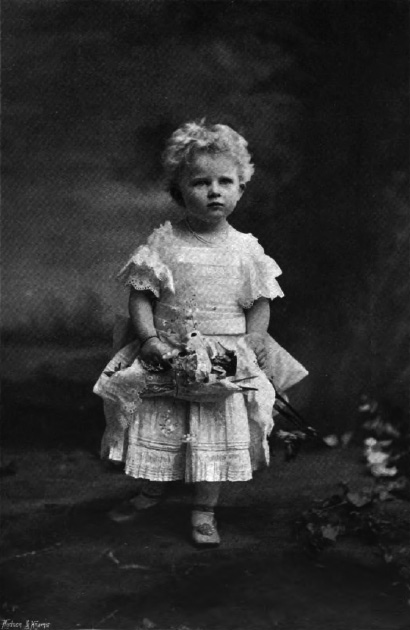
Helena of Teck
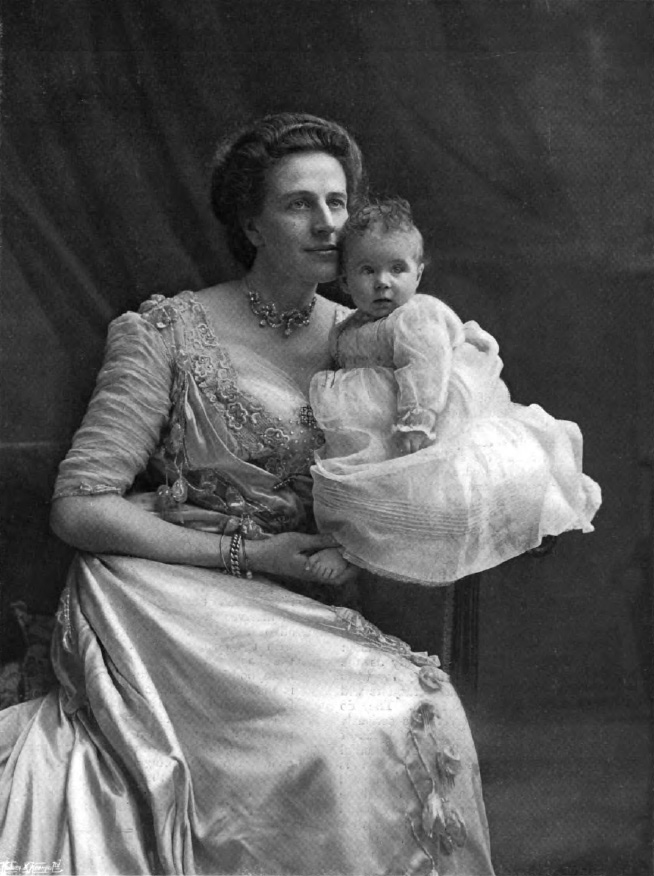
Nina Douglas-Hamilton